# Nelli Kimová
Nelli Vladimirovna Kimová (Нелли Владимировна Ким; * 29. července 1957 Šurab) je bývalá sovětská gymnastka, pětinásobná olympijská vítězka a pětinásobná mistryně světa.

## Život
Je po otci korejského a po matce tatarského původu. Narodila se v Tádžikistánu a vyrostla v kazachstánském Šymkentu, kde od devíti let cvičila v klubu Spartak. V dětství nebyla pokládána za velký talent, až v roce 1973 vyhrála mistrovství SSSR na bradlech a byla pozvána do reprezentace, s níž získala na mistrovství světa 1974 titul v soutěži družstev. Na olympiádě v Montrealu 1976 svedla velký souboj s Rumunkou Nadiou Comaneciovou, které podlehla ve víceboji, byla však členkou vítězného týmu a získala individuální zlato v přeskoku a prostných, kde za své cvičení, oceňované pro eleganci a ženskost projevu, získala jako první v olympijské historii plný počet deseti bodů. Na domácí olympiádě v Moskvě 1980 obhájila prvenství v soutěži družstev a v prostných. Ve víceboji byl jejím největším úspěchem titul mistryně světa v roce 1979 a druhé místo na světovém poháru ve stejném roce.
Byl jí udělen titul zasloužilé mistryně sportu a řád Rudého praporu práce, roku 1999 byla uvedena do Mezinárodní gymnastické síně slávy.
Jejím prvním manželem byl gymnasta Vladimir Ačasov, za nímž se roku 1977 přestěhovala do Minsku, druhým cyklista Valerij Movčan (olympijský vítěz z Moskvy 1980), s nímž má dceru Nellie.
Po ukončení závodní kariéry působila jako trenérka, mezinárodní rozhodčí a funkcionářka Mezinárodní gymnastické federace. Podílela se na změně systému bodování gymnastických soutěží, přijaté v roce 2006.

## Vzdělání
V roce 1978 absolvovala Kazašský státní institut tělesné kultury v Alma-Atě. V roce 2010 zahájila dálkově aspiranturu na Státní univerzitě tělesné kultury, sportu a zdraví P. F. Lesgafta (katedra teorie a metodiky gymnastiky). Pracuje na disertaci věnované problémům organizace rozhodčích ve sportovní gymnastice.

## Zajímavosti
Kanadská zpěvačka portugalského původu Nelly Furtado, narozená po montrealské olympiádě (* 1978) dostala jméno podle ní.
Frontman skupiny Bachyt-Kompot Vadim Stěpancov přiznal, že nad novinovou fotografií gymnastky v pubertě onanoval.

## Medaile

### Olympijské hry
- 1. místo 1976 družstvo
- 1. místo 1976 přeskok
- 1. místo 1976 prostná
- 1. místo 1980 družstvo
- 1. místo 1980 prostná
- 2. místo 1976 víceboj

### Mistrovství světa
- 1. místo 1974 družstvo
- 1. místo 1978 družstvo
- 1. místo 1978 přeskok
- 1. místo 1978 prostná
- 1. místo 1979 víceboj
- 2. místo 1978 víceboj
- 2. místo 1979 družstvo
- 2. místo 1979 kladina
- 2. místo 1979 kladina
- 3. místo 1974 kladina
- 3. místo 1979 přeskok

### Mistrovství Evropy
- 1. místo: 1975 prostná
- 1. místo: 1977 přeskok
- 2. místo: 1975 víceboj
- 2. místa: 1975 kladina
- 2. místo: 1977 kladina
- 3. místo: 1975 přeskok
- 3. místo: 1975 bradla
- 3. místo: 1977 víceboj
- 3. místo: 1977 prostná